# Chi Octantis
Chi Octantis (30 Octantis) é uma estrela na direção da constelação de Octans. Possui uma ascensão reta de 18h 54m 47.65s e uma declinação de −87° 36′ 19.9″. Sua magnitude aparente é igual a 5.29. Considerando sua distância de 250 anos-luz em relação à Terra, sua magnitude absoluta é igual a 0.87. Pertence à classe espectral K3III.